# Lijst van voetbalinterlands Bosnië en Herzegovina - Slowakije (vrouwen)
Deze lijst van voetbalinterlands is een overzicht van alle officiële voetbalinterlands tussen de nationale vrouwenteams van Bosnië en Herzegovina en Slowakije. De landen hebben tot nu toe zes keer tegen elkaar gespeeld.

## Wedstrijden
| № | Plaats         | Datum            | Competitie           | Wedstrijd                         | Uitslag |
| - | -------------- | ---------------- | -------------------- | --------------------------------- | ------- |
| 1 | Šaľa           | 2 september 1997 | WK 1999 kwalificatie | Slowakije − Bosnië en Herzegovina | 11 − 0  |
| 2 | Hrasnica       | 1 mei 1998       | WK 1999 kwalificatie | Bosnië en Herzegovina − Slowakije | 0 − 7   |
| 3 | onbekend       | 16 augustus 2001 | WK 2003 kwalificatie | Bosnië en Herzegovina − Slowakije | 0 − 7   |
| 4 | onbekend       | 22 juni 2002     | WK 2003 kwalificatie | Slowakije − Bosnië en Herzegovina | 6 − 2   |
| 5 | Rovinjsko Selo | 8 maart 2013     | Vriendschappelijk    | Slowakije − Bosnië en Herzegovina | 1 − 4   |
| 6 | Umag           | 8 maart 2017     | Vriendschappelijk    | Bosnië en Herzegovina − Slowakije | 0 − 2   |

## Samenvatting
| Competitie        | Totaal gespeeld | Winst Bosnië en Herzegovina | Gelijk | Winst Slowakije | Doelsaldo Bosnië en Herzegovina – Slowakije |
| ----------------- | --------------- | --------------------------- | ------ | --------------- | ------------------------------------------- |
| WK-kwalificatie   | 4               | 0                           | 0      | 4               | 2 − 31                                      |
| Vriendschappelijk | 2               | 1                           | 0      | 1               | 4 − 3                                       |
| Totaal            | 6               | 1                           | 0      | 5               | 6 − 34                                      |